# 맷 올슨
맷 올슨 (풀네임 : Matthew Kent Olson, 1994년 3월 29일 ~ )은 내셔널 리그의 애틀랜타 브레이브스의 야구 선수이다.

## 선수 경력

### 오클랜드 애슬레틱스
2012년 1라운드 47순위로 오클랜드 애슬레틱스에 입단했다.
2016년에 메이저 리그로 콜업되면서 데뷔를 하게 되었다.
2017년엔 24개의 홈런으로 괜찮은 파워를 보여주었다.
2018년엔 주전으로 뛰게되었고 좋은 수비로 2018년 골드글러브 1루수 부문 타이틀을 가졌다.
2019년엔 마커스 세미엔, 맷 채프먼과 함께 팀 타선을 이끌었고 36개의 홈런으로 좋은 파워와 2년 연속으로 골드글러브를 수상하게 되었다.

### 애틀랜타 브레이브스
2022년 3월 14일에 크리스티안 파체, 셰아 랭글리어스, 라이언 큐식, 조이 에스테스를 상대로 애틀랜타 브레이브스로 트레이드되었다. 그리고 트레이드 다음 날인 3월 15일에 8년 1억 6800만 달러의 연장 계약을 체결했다. 2022년 시즌 개막 후에는 부상 없이 162경기를 모두 소화하였고, 34홈런과 103타점을 기록하였다. 이후 포스트시즌에 진출해서도 4경기에 출장하여 0.333의 타율과 2홈런을 기록하는 등 뛰어난 활약을 보여주었다. 하지만 소속팀인 애틀랜타 브레이브스가 내셔널 리그 디비전 시리즈에서 필라델피아 필리스를 상대로 1승 3패로 패하면서 시즌을 마감하였다.

## 수상 경력
- 아메리칸 리그 골드글러브 1루수 부문 2회 (2018년, 2019년)
- 내셔널 리그 실버슬러거 1루수 부문 1회 (2023년)
- 아메리칸 리그 올스타 1회 (2021년)
- 내셔널 리그 올스타 1회(2023년)

## 연도별 타격 성적
| 연 도     | 소 속     | 경 기 | 타 석 | 타 수 | 득 점 | 안 타 | 2 루 타 | 3 루 타 | 홈 런 | 루 타 | 타 점 | 도 루 | 도 루 자 | 희 생 번 | 희 생 플 | 볼 넷 | 고 4 | 사 구 | 삼 진 | 병 살 타 | 타 율 | 출 루 율 | 장 타 율 | O P S |
| --------- | --------- | ----- | ----- | ----- | ----- | ----- | ------- | ------- | ----- | ----- | ----- | ----- | -------- | -------- | -------- | ----- | ---- | ----- | ----- | -------- | ----- | -------- | -------- | ----- |
| 2016년    | OAK       | 11    | 28    | 21    | 3     | 2     | 1       | 0       | 0     | 3     | 0     | 0     | 0        | 0        | 0        | 7     | 0    | 0     | 4     | 1        | .095  | .321     | .143     | .464  |
| 2017년    | OAK       | 59    | 216   | 189   | 33    | 49    | 2       | 0       | 24    | 123   | 45    | 0     | 0        | 0        | 0        | 22    | 1    | 5     | 60    | 6        | .259  | .352     | .651     | 1.003 |
| 2018년    | OAK       | 162   | 660   | 580   | 85    | 143   | 33      | 0       | 29    | 263   | 84    | 2     | 1        | 0        | 2        | 70    | 3    | 8     | 163   | 13       | .247  | .335     | .453     | .788  |
| 2019년    | OAK       | 127   | 547   | 483   | 73    | 129   | 26      | 0       | 36    | 263   | 91    | 0     | 0        | 0        | 1        | 51    | 7    | 12    | 138   | 11       | .267  | .351     | .545     | .896  |
| 2020년    | OAK       | 60    | 245   | 210   | 28    | 41    | 4       | 1       | 14    | 89    | 42    | 1     | 0        | 0        | 0        | 34    | 2    | 1     | 77    | 2        | .195  | .310     | .424     | .734  |
| 2021년    | OAK       | 156   | 673   | 565   | 101   | 153   | 35      | 0       | 39    | 305   | 111   | 4     | 1        | 0        | 11       | 88    | 12   | 9     | 113   | 17       | .271  | .371     | .540     | .911  |
| 2022년    | ATL       | 162   | 699   | 616   | 86    | 148   | 44      | 0       | 34    | 294   | 103   | 0     | 0        | 0        | 4        | 75    | 6    | 4     | 170   | 13       | .240  | .325     | .477     | .802  |
| 통산：7년 | 통산：7년 | 737   | 3068  | 2664  | 409   | 665   | 145     | 1       | 176   | 1340  | 476   | 7     | 2        | 0        | 18       | 347   | 31   | 39    | 725   | 63       | .250  | .343     | .503     | .846  |

※ 2022년 시즌 종료 기준